# 中央 (石巻市)
中央（ちゅうおう）は、宮城県石巻市の町丁であり、旧牡鹿郡石巻村の一部、旧牡鹿郡石巻町のち石巻市の石巻字本町、石巻字八ツ沢、石巻字裏町、石巻字仲町、石巻字新田町、石巻字横町の各一部に相当する。郵便番号は986-0822。住民基本台帳に基づく人口は882人、世帯数は509世帯（2025年4月30日現在）。全域で住居表示が実施されており、中央一丁目、中央二丁目、中央三丁目を擁する。

## 地理
石巻市の西南部、本庁地域の中央に位置する。北で住吉町と、西で羽黒町や立町と、南西で泉町や日和が丘と、南で門脇町と接する。

## 沿革
- 1966年（昭和43年）5月1日 - 石巻字本町、石巻字八ツ沢、石巻字裏町、石巻字仲町、石巻字新田町、石巻字横町の各一部をもって、中央が成立[7]。

## 施設
- 石巻中央一郵便局（中央一丁目9番7号）[9]
- 石巻市かわまち交流センター（中央二丁目11番12号）[10]
- いしのまき元気いちば（中央二丁目11番11番）[11]

## 人口
2025年（令和7年）4月30日現在の世帯数と人口は以下の通りである。
| 町丁       | 世帯    | 人口  |
| ---------- | ------- | ----- |
| 中央一丁目 | 220世帯 | 365人 |
| 中央二丁目 | 135世帯 | 251人 |
| 中央三丁目 | 154世帯 | 266人 |
| 計         | 509世帯 | 882人 |

## 交通

### 鉄道
域内に鉄道駅は所在しない。鋳銭場に所在するJR石巻駅が最寄駅として挙げられる。

### 道路
一般国道
- 国道398号

主要地方道
- 宮城県道7号石巻港線
- 宮城県道33号石巻河北線

### バス
- ミヤコーバス[13]
  - 鹿妻線
  - 蛇田線
  - 山下門脇線

## 小・中学校の学区
小・中学校の学区は以下の通りとなる。
| 町丁 | 字・番地 | 小学校             | 中学校             |
| ---- | -------- | ------------------ | ------------------ |
| 中央 | 一丁目   | 石巻市立石巻小学校 | 石巻市立石巻中学校 |
| 中央 | 二丁目   | 石巻市立石巻小学校 | 石巻市立石巻中学校 |
| 中央 | 三丁目   | 石巻市立石巻小学校 | 石巻市立石巻中学校 |